# Srce Sarajeva
Srce Sarajeva je najveća nagrada koja se dodjeljuje u svim kategorijama na Sarajevskom filmskom festivalu.

## Srce Sarajeva
Službeno Srce Sarajeva se dodjeljuje od 2004. godine i 10. obljetnice Sarajevskog filmskog festivala. Njegov dizajn, kao identitet festivala, izabran je 2004. godine od oblika koji je se neformalno koristio od početka festivala 90-ih godina. Srce je dizajnirala francuska modna dizajnerica Agnès Andrée Marguerite Troublé, također poznatea kao Agnès B., prijateljica i pokrovitelj Sarajevskog filmskog festivala.

### Srce Sarajeva za najbolji igrani film
| Godina | Film                   | Izvorni naslov                  | Redatelj(i)                     | Državljanstvo redatelja |
| ------ | ---------------------- | ------------------------------- | ------------------------------- | ----------------------- |
| 1996.  | Lomeći valove          | Breaking the Waves              | Lars von Trier                  | Danska                  |
| 1997.  | Moj život u roza       | Ma Vie en Rose                  | Alain Berliner                  | Belgija                 |
| 1998.  | Sam protiv svih        | Seul contre tous                | Gaspar Noé                      | Francuska               |
| 1999.  | 1–31. decembar         | Dezember, 1-31                  | Jan Peters                      | Njemačka                |
| 2000.  | Bleeder                | Bleeder                         | Nicolas Winding Refn            | Danska                  |
| 2001.  | Ničija zemlja          | Ničija zemlja                   | Danis Tanović                   | Bosna i Hercegovina     |
| 2002.  | Subota                 | Sábado                          | Juan Villegas                   | Argentina               |
| 2003.  | Gori vatra             | Gori vatra                      | Pjer Žalica                     | Bosna i Hercegovina     |
| 2004.  | Mila from Mars         | Mila ot Mars                    | Zornitsa Sofia                  | Bugarska                |
| 2005.  | Lady Zee               | Leydi Zi                        | Georgi Djulgerov                | Bugarska                |
| 2006.  | Gospođica              | Das Fräulein                    | Andrea Staka                    | Švicarska               |
| 2007.  | Čovjekov strah od Boga | Takva                           | Özer Kızıltan                   | Turska                  |
| 2008.  | Buick Riviera          | Buick Riviera                   | Goran Rušinović                 | Hrvatska                |
| 2009.  | Obični ljudi           | Obični ljudi                    | Vladimir Perišić                | Srbija                  |
| 2010.  | Tilva Roš              | Tilva Roš                       | Nikola Ležaić                   | Srbija                  |
| 2011.  | Disati                 | Atmen                           | Karl Markovics                  | Austrija                |
| 2012.  | Svi iz naše porodice   | Toată lumea din familia noastră | Radu Jude                       | Rumunjska               |
| 2013.  | U procvatu             | Grdzeli nateli dgheebi          | Nana Ekvtimishvili i Simon Groß | Gruzija                 |
| 2014.  | Pjesma moje majke      | Annemin Şarkısı                 | Erol Mintaş                     | Turska                  |
| 2015.  | Mustang                | Mustang                         | Deniz Gamze Ergüven             | Turska                  |
| 2016.  | Album                  | Albüm                           | Mehmet Can Mertoğlu             | Turska                  |
| 2017.  | Strašna Majka          | Sashishi Deda                   | Ani Urushadze                   | Gruzija                 |

### Srce Sarajeva za najbolji kratki film
| Godina | Film              | Izvorni naslov        | Redatelj(i)          | Državljanstvo redatelja |
| ------ | ----------------- | --------------------- | -------------------- | ----------------------- |
| 2001.  | Copy Shop         | Copy Shop             | Virgil Widrich       | Austrija                |
| 2002.  | 10 minuta         | 10 minuta             | Ahmed Imamović       | Bosna i Hercegovina     |
| 2003.  | Novčanik          | Le portefeuille       | Vincent Bierrewaerts | Belgija                 |
| 2004.  | Ja i svemir       | Ich und das Universum | Hajo Schomerus       | Njemačka                |
| 2005.  | Prije zore        | Hajnal                | Balint Kenyeres      | Mađarska                |
| 2006.  | Sretan put Nedime | Sretan put Nedime     | Marko Šantić         | Slovenija               |
| 2007.  | Valovi            | Valuri                | Adrian Sitaru        | Rumunjska               |
| 2008.  | Tolerantia        | Tolerantia            | Ivan Ramadan         | Bosna i Hercegovina     |
| 2009.  | Tulum             | Tulum                 | Dalibor Matanić      | Hrvatska                |
| 2010.  | Žuti mjesec       | Žuti mjesec           | Zvonimir Jurić       | Hrvatska                |
| 2011.  | Mezanin           | Mezanin               | Dalibor Matanić      | Hrvatska                |
| 2012.  | Povratak          | Kthimi                | Blerta Zeqiri        | Kosovo                  |
| 2013.  | U sjeni oblaka    | O umbra de nor        | Radu Jude            | Rumunjska               |
| 2014.  | Kokoška           | Kokoška               | Una Gunjak           | Hrvatska                |
| 2015.  | Biserna obala     | Biserna obala         | Dušan Kasalica       | Crna Gora               |
| 2016.  | Tranzicija        | Tranzicija            | Milica Tomović       | Srbija                  |

### Srce Sarajeva za najbolji dokumentarni film
| Godina | Film                    | Izvorni naslov          | Redatelj(i)            | Državljanstvo redatelja |
| ------ | ----------------------- | ----------------------- | ---------------------- | ----------------------- |
| 2006.  | Što sa sobom preko dana | Što sa sobom preko dana | Ivona Juka             | Hrvatska                |
| 2007.  | Informativni razgovori  | Informativni razgovori  | Namik Kabil            | Bosna i Hercegovina     |
| 2008.  | Koridor br. 8           | Коридор No. 8           | Boris Despodov         | Bugarska                |
| 2009.  | Kavijar konekšn         | Kavijar konekšn         | Dragan Nikolić         | Srbija                  |
| 2010.  | Švelje                  | Shivackite              | Biljana Garvanlieva    | Sjeverna Makedonija     |
| 2011.  | Mobitel                 | Mobitel                 | Nedžad Begović         | Bosna i Hercegovina     |
| 2012.  | Ugasi svjetlo           | Lumea in patratele      | Ivana Mladenović       | Srbija                  |
| 2013.  | Sickfuckpeople          | Хворісукалюди           | Juri Rechinsky         | Ukrajina                |
| 2014.  | Goli                    | Goli                    | Tiha K. Gudac          | Hrvatska                |
| 2015.  | Toto i njegove sestre   | Toto şi surorile lui    | Alexander Nanau        | Rumunjska               |
| 2016.  | Samo dašak              | Doar o răsuflare        | Monica Lãzurean-Gorgan | Rumunjska               |

### Srce Sarajeva za najbolju glumicu
| Godina | Glumica                                                                                      | Film                        | Državljanstvo glumice |
| ------ | -------------------------------------------------------------------------------------------- | --------------------------- | --------------------- |
| 2004.  | Marija Škaričić                                                                              | Ta divna splitska noć       | Hrvatska              |
| 2005.  | Zrinka Cvitešić                                                                              | Što je muškarac bez brkova? | Hrvatska              |
| 2006.  | Marija Škaričić                                                                              | Gospođica                   | Hrvatska              |
| 2007.  | Saadet Aksoy                                                                                 | Jaje                        | Turska                |
| 2008.  | Ayça Damgacı                                                                                 | Moj Marlon i Brando         | Turska                |
| 2009.  | Angeliki Papoulia i Mary Tsoni                                                               | Očnjak                      | Grčka                 |
| 2010.  | Mirela Oprișor                                                                               | Utorak, nakon Božića        | Rumunjska             |
| 2011.  | Ada Condeescu                                                                                | Loverboy                    | Rumunjska             |
| 2012.  | Marija Pikić                                                                                 | Djeca                       | Bosna i Hercegovina   |
| 2013.  | Lika Babluani i Mariam Bokeria                                                               | U procvatu                  | Gruzija               |
| 2014.  | Mari Kitia                                                                                   | Nevjeste                    | Gruzija               |
| 2015.  | Glumice filma Mustang - Güneş Şensoy Doğa Doğuşlu Tuğba Sunguroğlu Elit İşcan İlayda Akdoğan | Mustang                     | Turska                |
| 2016.  | Irena Ivanova                                                                                | Bezbožnica                  | Bugarska              |

### Srce Sarajeva za najboljeg glumca
| Godina | Glumac | Film                | Državljanstvo glumca |
| ------ | --- | ------------------- | -------------------- |
| 2004.  | Milan Točinovski | Kako sam ubio sveca | Sjeverna Makedonija  |
| 2005.  | Peter Musevski | Rad oslobađa        | Slovenija            |
| 2006.  | Rakan Rushaidat | Sve džaba           | Hrvatska             |
| 2007.  | Saša Petrović | Teško je biti fin   | Bosna i Hercegovina  |
| 2008.  | Leon Lučev i Slavko Štimac | Buick Riviera       | Hrvatska i Srbija    |
| 2009.  | Relja Popović | Obični ljudi        | Srbija               |
| 2010.  | Marko Todorović | Tilva Roš           | Srbija               |
| 2011.  | Thomas Schubert | Disati              | Austrija             |
| 2012.  | Uliks Fehmiu | Ustanička ulica     | Srbija               |
| 2013.  | Bogdan Diklić | Odbrana i zaštita   | Srbija               |
| 2014.  | Feyyaz Duman | Pjesma moje majke   | Turska               |
| 2015.  | Glumci filma Chevalier - Yiorgos Kendros Vangelis Mourikis Panos Koronis Efthymis Papadimitriou Giorgos Pyrpassopoulos Sakis Rouvas | Chevalier Athina    | Grčka                |
| 2016.  | Gheorghe Visu | Psi                 | Rumunjska            |

## Počasno Srce Sarajeva
Od 2005. godine, Počasno Srce Sarajeva se dodjeljuje pojedincima koji su doprinijeli razvoju festivala, te regionalnom filmu općenito, termin koji obuhvaća filmsku umjetnost sa šireg područja bivše Jugoslavije, Balkana i južnoistočne Europe. U 2016. godini, predstavljeno je Počasno Srce Sarajeva za životno djelo, a prvi dobitnik je bio Robert De Niro.
| Godina | Dobitnik                                  | Bilješka                                                                       |
| ------ | ----------------------------------------- | ------------------------------------------------------------------------------ |
| 2005.  | Marco Müller                              | Direktor Rimskog filmskog festivala                                            |
| 2006.  | Gavrilo Grahovac                          | Bivši ministar kulture i sporta Bosne i Hercegovine                            |
| 2006.  | Mike Leigh                                | Redatelj                                                                       |
| 2007.  | Steve Buscemi                             | Glumac i redatelj                                                              |
| 2008.  | Cat Villiers                              | Producent                                                                      |
| 2009.  | Manfred Schmidt                           | Izvršni direktor Mitteldeutsche Medienförderung                                |
| 2010.  | Dieter Kosslick                           | Direktor Berlinalea                                                            |
| 2011 . | Angelina Jolie                            | Glumica i redateljka                                                           |
| 2011.  | Jafar Panahi                              | Redatelj                                                                       |
| 2011.  | Emil Tedeschi                             | Predsjednik Atlantic Grupe                                                     |
| 2012.  | Branko Lustig                             | Producent                                                                      |
| 2013.  | Roberto Olla                              | Izvršni direktor Eurimages                                                     |
| 2013.  | Béla Tarr                                 | Redatelj                                                                       |
| 2014.  | Gael García Bernal                        | Glumac                                                                         |
| 2014.  | Danis Tanović                             | Redatelj                                                                       |
| 2014.  | Agnès Troublé                             | Modna dizajnerka                                                               |
| 2015.  | Atom Egoyan                               | Redatelj                                                                       |
| 2015.  | Benicio del Toro                          | Glumac                                                                         |
| 2016.  | Robert De Niro (Nagrada za životno djelo) | Glumac, redatelj i producent                                                   |
| 2016.  | Stephen Frears                            | Redatelj                                                                       |
| 2016.  | Wolfgang Amadeus Brülhart                 | Bivši zamjenik ambasadora i kulturni savjetnik u Ambasadi Švicarske u Sarajevu |
| 2017.  | John Cleese                               | Komičar, glumac i producent                                                    |
| 2017.  | Oliver Stone                              | Redatelj i producent                                                           |

## Više informacija
- Sarajevski filmski festival
- Zlatni medvjed - nagrada na Berlinaleu
- Srebrni medvjed i druge nagrade na Berlinaleu
- Zlatna palma, najveća nagrada koja se dodjeljuje na Kanskom filmskom festivalu
- Zlatni lav, najveća nagrada koja se dodjeljuje na Venecijanskom filmskom festivalu

## Vanjske poveznice
- Sarajevo Film Festival - Služben stranice
- Sarajevo Film Festival na IMDb